# Iris xiphium
Il giaggiolo spagnolo (Iris xiphium L.) è una pianta bulbosa della famiglia delle Iridacee.

## Descrizione
È una pianta bulbosa perenne e porta 5 fiori blu, viola, bianchi o gialli, sebbene non siano grandi come quelli di Iris latifolia, sono larghi circa 6 cm. La pianta può raggiungere gli 80 cm, fiorisce solitamente a maggio e giugno, ma non sempre.
Le foglie verde-grigiastre emergono in autunno, crescono tra i 20 e i 70 cm di altezza . Le foglie muoiono dopo che i fiori sono appassiti.

## Distribuzione e habitat
La specie è originaria della Spagna e del Portogallo, ma si trova anche in Francia meridionale, Corsica,  Italia meridionale, Algeria e Tunisia.
Cresce in luoghi umidi, pinete aperte, boschetti e cespugli di timo su terreni sabbiosi di base.

## Coltivazione
L'iris spagnolo è amato dai floricultori per le sue sorprendenti combinazioni di colori. Questa specie ha diverse varietà popolari in orticoltura, tra cui var. lusitanica i cui fiori sono gialli dappertutto.
È una delle iridi bulbose più resistenti e può essere coltivata nel nord Europa. Richiede la messa a dimora in aiuole ben drenate in terreno aperto molto leggero e moderatamente arricchito, e dovrebbe avere una posizione piuttosto riparata.
Un ibrido popolare (Iris tingitana × Iris xiphium) è noto come Dutch Iris o Iris × hollandica.

## Galleria d'immagini

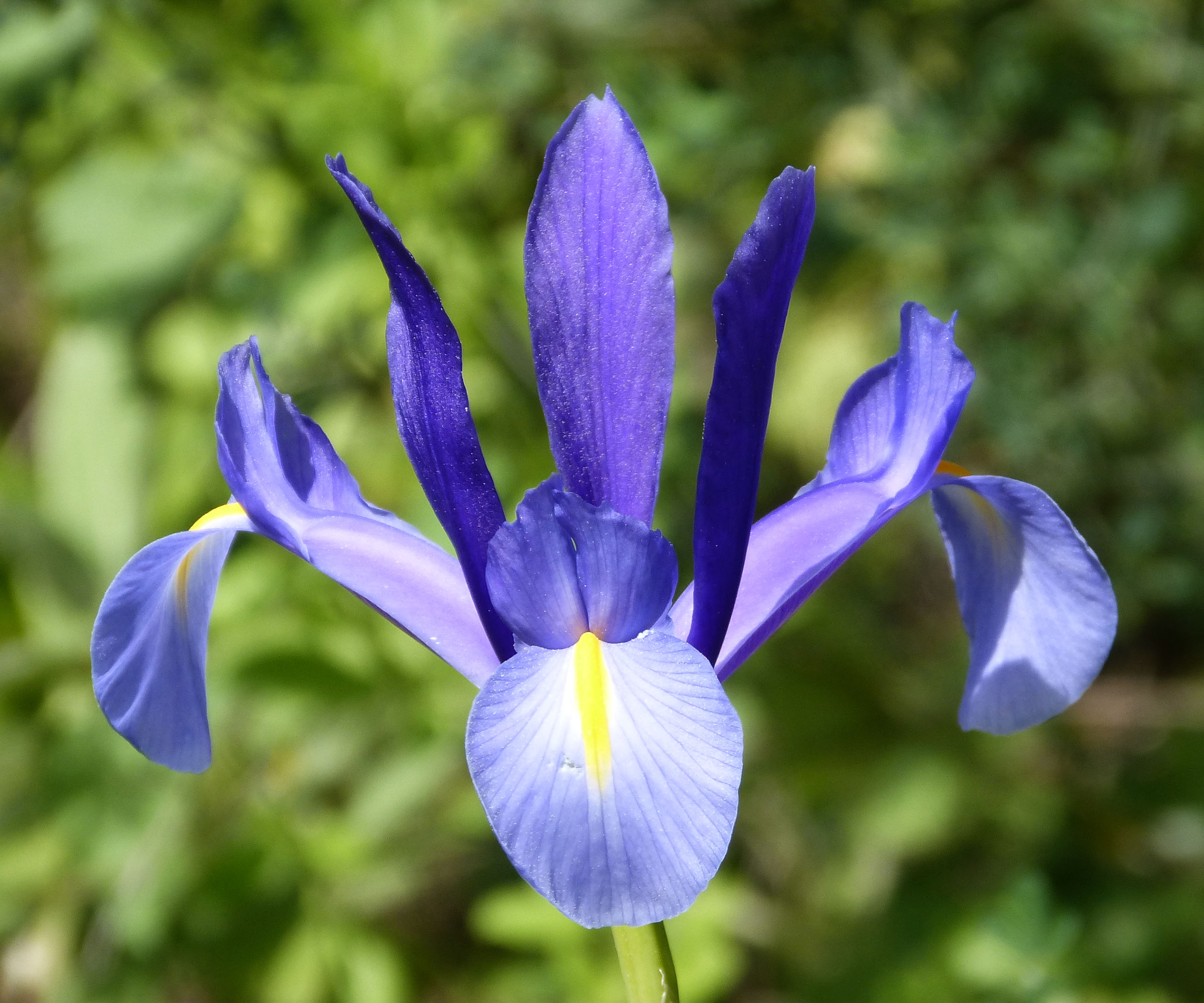
Una cultivar violetto
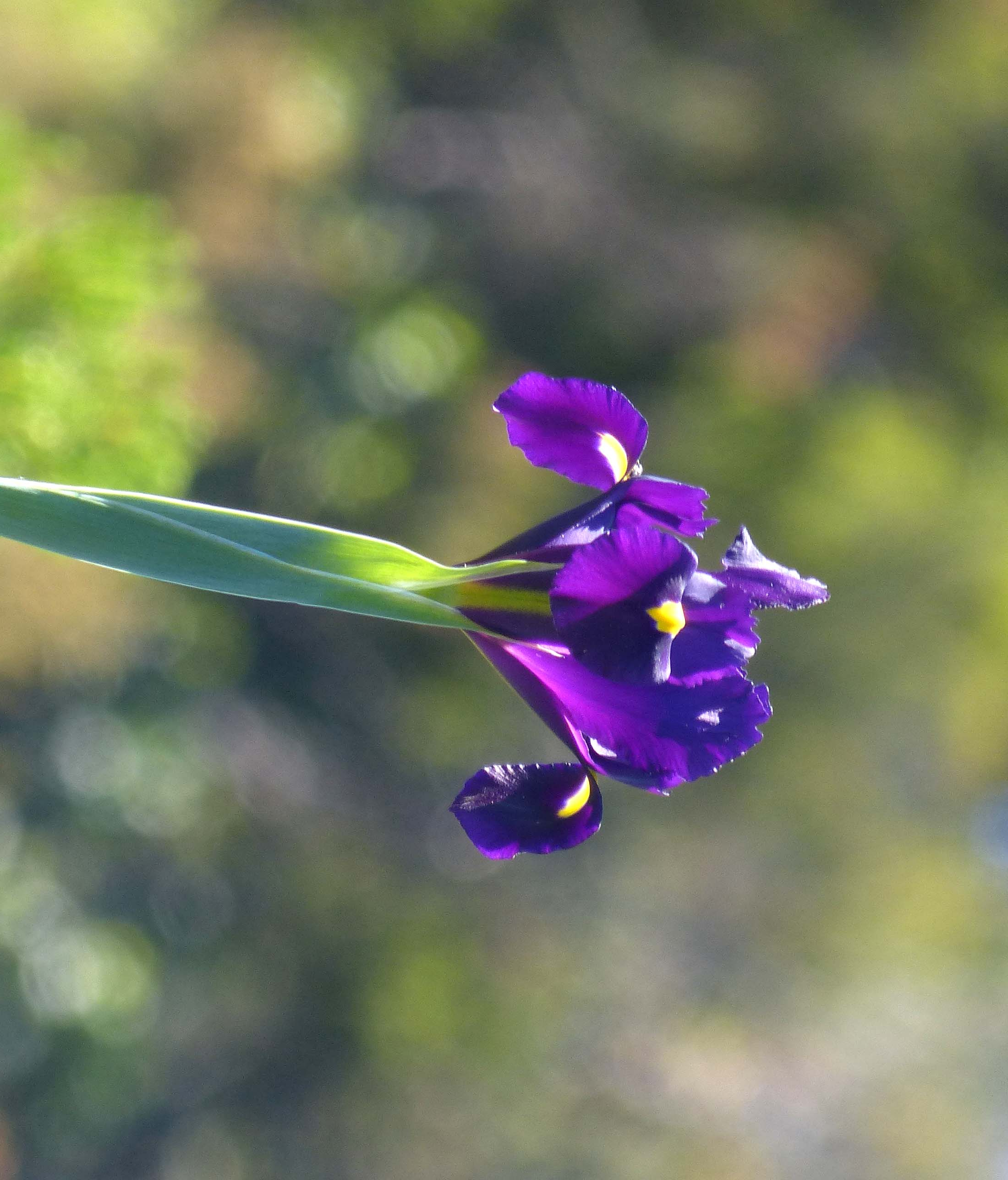
Cultivar blu
Una cultivar bianco